# Tomoyuki Kajino
Tomoyuki Kajino (梶野 智幸, Kajino Tomoyuki, Aichi, 11 juli 1960) is een Japans voormalig voetballer die als verdediger speelde.

## Clubcarrière
In 1979 ging Kajino naar de Tokyo University of Agriculture, waar hij in het schoolteam voetbalde. Nadat hij in 1983 afstudeerde, ging Kajino spelen voor Yanmar Diesel. Kajino veroverde er in 1983 en 1984 de JSL Cup. In 9 jaar speelde hij er 174 competitiewedstrijden en scoorde 7 goals. Kajino speelde tussen 1992 en 1995 voor Gamba Osaka en Kashiwa Reysol. Kajino beëindigde zijn spelersloopbaan in 1995.

## Japans voetbalelftal
Tomoyuki Kajino debuteerde in 1988 in het Japans nationaal elftal en speelde 9 interlands, waarin hij 1 keer scoorde.

## Statistieken
| Japans voetbalelftal | Japans voetbalelftal | Japans voetbalelftal |
| Jaar                 | Wed.                 | Dlp.                 |
| -------------------- | -------------------- | -------------------- |
| 1988                 | 1                    | 0                    |
| 1989                 | 8                    | 1                    |
| Totaal               | 9                    | 1                    |